# Anii 60 î.Hr.
Secole: Secolul al II-lea î.Hr. - Secolul I î.Hr. - Secolul I
Decenii: Anii 110 î.Hr. Anii 100 î.Hr. Anii 90 î.Hr. Anii 80 î.Hr. Anii 70 î.Hr. - Anii 60 î.Hr. - Anii 50 î.Hr. Anii 40 î.Hr. Anii 30 î.Hr. Anii 20 î.Hr. Anii 10 î.Hr.
Anii: 70 î.Hr. | 69 î.Hr. | 68 î.Hr. | 67 î.Hr. | 66 î.Hr. | 65 î.Hr. | 64 î.Hr. | 63 î.Hr. | 62 î.Hr. | 61 î.Hr. | 60 î.Hr.
Evenimente